# Селичка (село)
Сели́чка (рос. Селычка) — село в Якшур-Бодьїнському районі Удмуртії, Росія.
Населення — 778 осіб (2010; 783 в 2002).
Національний склад (2002):
- удмурти — 52 %
- росіяни — 44 %

## Історія
Село було засноване 26 листопада 1938 року. 1953 року в ній відкрито семирічну школу.

## Урбаноніми[4]
- вулиці — Лісова, Молодіжна, Набережна, Нова, Пісочна, Центральна, Шкільна
- провулки — Гагаріна, Клубний, Північний, Санаторний, Фестивальний